# 仲俣雅章
仲俣 雅章（なかまた まさあき、1969年8月8日 - ）は、日本の俳優。東京都出身。オフィス松田所属。英語・ドイツ語の中学・高校教職員免許も持ち、現在は中学校で英語教員かつ俳優として活動している。

## 略歴
文学座付属演劇研究所修了後、ダンスマン・カンパニー、青年団などを経て現在「オフィス松田」所属。

## 人物

### 趣味
サッカー、フットサル、ロックダンス、日舞、弓道、クラリネット・ピアノ・クラシック・J-Pop・ソウル音楽鑑賞、映画・演劇・オペラ・バレエ・歌舞伎・文楽鑑賞、ガーデニング、寺社巡り、温泉旅行、鉄道、読書、マンガ、料理、街ブラ、手話、英語、ドイツ語

### 資格
中学・高校教職員免許（英語・ドイツ語）、博物館学芸員資格、江戸文化歴史検定2級、松竹歌舞伎検定2級、普通自動車免許、中型自動二輪車免許、JFA公認D級サッカーコーチ

### キャラクター
英語を教える中学では、そのユニークな授業から生徒に親しまれている。